# Михр Мардан
Михр Мардан (персијски: مهر مردان) био је трећи владар бавандске династије од 717. до 755. Ништа се више не зна о њему; умро је 755. године, а наследио га је син Сурхаб II.